# Mariage chrétien
Le mariage dans la tradition chrétienne est l'alliance d'un homme et d'une femme, pour former un couple et fonder une famille. Le christianisme formalise cette institution naturelle par un rite religieux (le sacrement de mariage) tout en l'inspirant (présentant un 'idéal' de communion spirituelle) et la règlementant dans le vécu des personnes concernées. De ce fait, des traditions différentes existent aujourd'hui dans les aires culturelles où les diverses confessions du christianisme ont étendu leur influence.

## Histoire du mariage chrétien

### Origines
Dans la Bible, Jésus-Christ a fait son premier miracle lors des Noces de Cana où il changea de l'eau en vin, puisqu'il n'y avait plus de vin. L'Épître aux Romains et la Première épître aux Corinthiens parlent de l'union spirituelle que forment un mari et sa femme.

### Haut Moyen Âge
Avec le déclin de l'Empire romain, l'habitude de signer un écrit disparut progressivement : seuls des témoins (de la cérémonie, ou de la vie conjugale), désormais, pouvaient justifier de l'existence de l'union.
De même, les mariages « secrets », les rapts (sans l'accord des parents de la fille, car, dans certaines tribus germaines, le rapt était un mode de fiançailles), les divorces et les remariages devinrent courants. 
Le mariage se déroule en quatre étapes : la toilette de l'épouse, celle de l'époux, la cérémonie, puis, pour finir, une grande fête où familles et amis se retrouvent.
Le mariage se fait dès la puberté de la fille à l'identique de la coutume romaine. Il en résulte des maternités précoces, et un faible ratio d'enfants arrivant à l'âge adulte.

### Moyenne époque

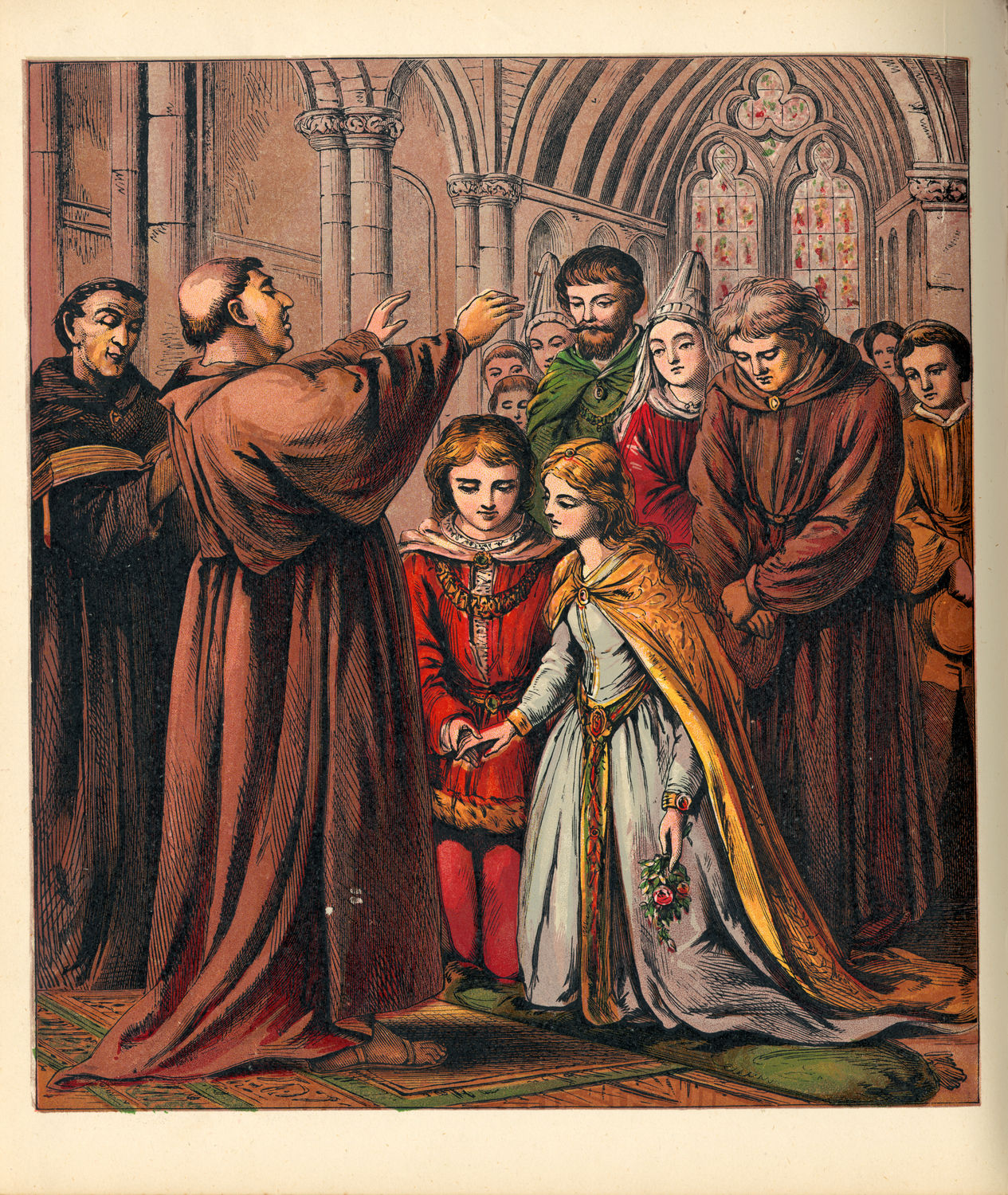
Mariage au moyen âge

L'Église catholique structure la société et organise la famille.
Le mariage apparaît pour la première fois comme l'un des sacrements, à côté de l'eucharistie, de la pénitence et du baptême, dans un décret du pape Lucien III contre les hérétiques, en 1184. Son décret, lu sans doute au concile de Vérone, sera reproduit dans plusieurs collections canoniques et suivi d'autres professions de foi similaires. Au XIIe siècle également, le pape Innocent III autorise le mariage des sourds et muets, qui peuvent donner leur consentement par signes.

### IVeconcile du Latran
En 1215, au IVe concile du Latran, tenu sous Innocent III, le mariage est davantage codifié par l'Église qui l’intègre aux sacrements en cours de définition. L'Église catholique poursuit sa réglementation du mariage, en traitant pour la première fois la question pour toute l’Église latine par un Concile Œcuménique :
- publication des bans (pour éviter les mariages clandestins) ;
- reconnaissance formelle du mariage comme sacrement, donc indissoluble, sauf par la mort ;
- exigence du consentement libre et public des époux, échangé de vive voix dans un lieu ouvert (contre les rapts). Si le consentement de l'épouse est une novation absolue, cela ne gêne en rien les mariages arrangés.
- imposition d'un âge minimal des époux (pour éviter le mariage d'enfants, et notamment des très jeunes filles). Actuellement, aux termes du code de droit canonique, le mariage catholique ne peut pas être contracté avant 14 ans pour la femme et 16 ans pour l'homme (CIC 1083[5]), et, sans dispense de l'Ordinaire, en dessous de l'âge l'égal du pays (CIC 1071 §1 -2[6].)
- précision des cas de mariages constatés nuls et non avenus par l'Église. Ces mariages déclarés nuls par l'Église ne sont donc pas «annulés»: l'Eglise considère plutôt qu'ils n'ont jamais eu lieu (le sacrement était vicié). Ces cas sont par exemple : manque de liberté d'un des fiancés (mariage contraint ou forcé), de duperie sur la personne, de rapt, de non consommation, de mariage clandestin, etc.

Ce concile fixe des règles très largement reprises ensuite dans le mariage civil et laïc, institué en France en 1792.

### Concile de Trente (24esession, 11 novembre 1563)
En niant le septième sacrement, les Réformateurs ont placé le mariage hors du domaine surnaturel et, par voie de conséquence nécessaire, exclu la compétence juridique de l'Église sur les cas de mariage. Aussi la mise en valeur du caractère surnaturel du sacrement du mariage comme image terrestre de l'union de Dieu avec son Église telle qu'elle est décrite dans le Cantique des cantiques, est le principal objectif du concile de Trente dans sa 24e session. Les principales décisions :
- la sacramentalité du mariage, en opposition à Luther qui prétend que le Nouveau Testament ne montre d'institution par Jésus que du baptême et de la Cène,
- la monogamie, contre la supposée complaisance des Réformateurs, Luther en particulier, pour la bigamie du landgrave Philippe de Hesse,
- droits de l'Église en matière d'administration et de législation du mariage. Ces droits découlent du fait que le sacrement du mariage est maintenant clairement formalisé. Par le canon 12 sur le sacrement du mariage, ce concile affirme que le mariage relève des juges ecclésiastiques.
- indissolubilité.

Le mariage doit être :
- précédé de la publication des bans,
- célébré devant un prêtre et des témoins,
- matérialisé par la signature des deux époux sur un registre paroissial.

Il peut autoriser la vie séparée durant le mariage dans des cas limités et bien déterminés (Par ex. maladie grave d'un des deux conjoints, époux parti à l'étranger pour une très longue durée, etc. Cf. article 8 des Canons sur le sacrement du mariage de la session XXIV du 11 novembre 1563 : « Si quelqu'un dit que l'Église se trompe lorsqu'elle décrète que, pour de nombreuses raisons, les époux peuvent vivre séparés, sans vie conjugale ou sans vie en commun, pour un temps déterminé ou indéterminé : qu'il soit anathème. »)
Par contre, il est interdit de cohabiter hors mariage, c'est une mesure pour limiter les enfants illégitimes.
L'institution du mariage sacramental clôt une longue bataille politique menée par l’Église catholique pour régenter le mariage des princes, d'abord en luttant contre l'inceste, c'est-à-dire en réglementant le degré de cousinage en deçà duquel le mariage est illicite
Mais certaines coutumes perdurent, comme le maraîchinage en Vendée.

### Fin des Temps modernes
Pendant la révocation, une problématique se crée au sein du protestantisme résistant. Les synodes clandestins et les pasteurs réprouvent le double jeu des "réunis". Toutefois, ils encouragent l'appel à un pasteur pour les baptêmes et les mariages célébrés clandestinement, d'où l'habitude de marquer ces événements sur la page de garde des Bibles familiales.
De même, on organise des mariages collectifs pour tous ceux qui sont en "longues fiançailles" chaque fois qu'une accalmie dans la répression permet la venue d'un pasteur. Ainsi se reconstruisent des communautés. Ces longues fiançailles n'étaient pas plus reconnues que le mariage protestant par les autorités civiles, ici représentées par l'autorité catholique. De nombreux procès (dénonciation, filiation, héritages) avaient lieu autour de cette pratique jugée ambiguë.
Mais en 1731, les parlementaires réagissent quand il devient évident que l'Église catholique n'a plus la main sur les mariages protestants. Les tribunaux prononcent des bâtardises et privent des enfants de leur héritage quand ils sont jugés illégitimes. Cette intransigeance montre l'iniquité du système quand sont tenus pour nuls des mariages non canoniques et des contrats de mariage non déclarés. Dès 1774, une mention de bâtardise est  ajoutée aux actes de baptêmes d’enfants nés de parents mariés clandestinement (donc protestants).
Il en résulte des troubles à l'ordre public et, surtout, la circulation de libelles et mémoires qui mettent en cause l'iniquité de la législation  spécifiquement sur les points suivants :
- contradiction entre l’article 12 de l’édit de Fontainebleau (reconnaissance de la liberté de conscience) et le traitement juridique d’obligation qui interdit la pratique cette liberté
- contradiction de droit canonique : la demande en mariage se situe dans le domaine du for externe tandis que la législation oblige le protestant à une profession de foi (domaine du for interne) ; ainsi, ce que les normes ecclésiastiques en vigueur n’ont jamais exigé des catholiques est imposé aux "réunis" au mépris du droit
- contradiction sur la théologie du sacrement et le rôle dévolu au prêtre (les vrais ministres du sacrement sont les mariés qui contractent, et donc l’obligation de passer devant un prêtre n’est qu’un point de discipline ecclésiastique alors même que les canons du Concile de Trente n’ont jamais été officiellement reçus au royaume de France) donc conflit de compétence entre lois religieuses et lois civiles. Toutefois, selon le professeur François de Boutaric (1672-1733), l'article 44 de l'ordonnance de Blois avait bien entériné en France le décret tridentin Tametsi[10].
- contradiction entre la tradition chrétienne de reconnaissance du mariage naturel accordé à tous les païens mais refusé aux seuls protestants.

La conclusion de ces mémoires propose :
- la distinction du sacrement et du contrat de mariage civil, pour faire reconnaître tous les mariages protestants clandestins,
- la reconnaissance des droits patrimoniaux des enfants issus de ces mariages du fait du contrat civil.

Il s'agit donc d'une forme de mariage civil à utilisation rétroactive de validation des mariages dont la non-reconnaissance serait l'occasion de troubles à l'ordre civil et surtout à l'ordre économique et patrimonial.
En 1786, Malesherbes somme Louis XVI de légiférer pour accorder un état civil à tous ceux de ses sujets qui ne sont pas de confession catholique ; le ministre-législateur pense donc également aux sujets de confession juive. Cette année-là, le beau-frère du roi, Joseph II, empereur d’Autriche, vient de prendre, de son côté, toute une série de mesures allant dans ce sens sans soulever la moindre opposition en son empire.

### Époque contemporaine (Révolution française etXIXesiècle)
Le début de cette époque est une période charnière pour l'institution du mariage.
En effet, en France, la Révolution instaure une distinction entre le mariage chrétien, en particulier le mariage catholique, et le mariage civil, dans la Constitution de 1791 (article 7). Cela confirme notamment la possibilité (déjà donnée depuis 1787) aux citoyens non catholiques (juifs, protestants…) de bénéficier des mêmes droits civiques que les citoyens catholiques (article premier de la Déclaration des droits de l'Homme et du citoyen) : « Les hommes naissent et demeurent libres et égaux en droits. Les distinctions sociales ne peuvent être fondées que sur l'utilité commune »). Le mariage devient un contrat entre les époux. La constitution instaure le mariage civil sur des bases similaires à celles du mariage catholique (mais autorise le divorce par consentement mutuel en 1792) :
Article 7. - « La loi ne considère le mariage que comme contrat civil. - Le Pouvoir législatif établira pour tous les habitants, sans distinction, le mode par lequel les naissances, mariages et décès seront constatés ; et il désignera les officiers publics qui en recevront et conserveront les actes. »
L'article 7 de la Constitution de 1791 reprend les règles du droit canon sur le mariage, mais ne comporte pas de définition de celui-ci, puisqu'il n'est qu'un contrat civil, c'est-à-dire entre citoyens.
La loi du 18 germinal an X (8 avril 1802) instituant le régime concordataire impose aussi que le mariage civil doit obligatoirement précéder le mariage religieux (article 54 des articles organiques). Cette règle est toujours valable au XXIe siècle, et est considérée par plusieurs juristes comme contraire à la liberté religieuse (notamment à l'article 9 de la Convention européenne des droits de l'homme),.
En 1804, la promulgation du Code civil réduit la possibilité du divorce qui avait été instaurée en 1792. Dans le Code civil, le mariage ne comporte pas de définition. Les droits et devoirs des époux, des père et mère des enfants dans la famille, y sont précisés, notamment l'autorité parentale relativement à la personne de l'enfant (article 371). Il est à noter que l'évidence de la nécessité d'altérité sexuelle était telle que ni les rédacteurs du code, ni leurs successeurs, n'éprouvèrent le besoin de l'énoncer expressément.
Le mariage catholique, quant à lui, ne subit pas d'évolution à la Révolution.
En 1864 est publié le Syllabus de Pie IX qui condamne notamment des erreurs concernant le mariage chrétien. En 1880, Léon XIII publie l'encyclique Arcanum divinæ, considérée comme le point de départ de l'analyse pontificale moderne sur le mariage chrétien.

### XXesiècle
Les encycliques suivantes abordent la question du mariage :
- Casti connubii de Pie XI (1930), sur le sacrement de mariage et la chasteté de l'union conjugale ;
- Humanæ vitæ de Paul VI (1968), sur le mariage et la régulation des naissances ;
- Familiaris consortio (en) de Jean-Paul II (1991), sur la signification du mariage et de la famille dans le monde moderne ;
- Centesimus annus de Jean-Paul II (1991), dont la partie n° 39 est consacrée à la famille fondée sur le mariage.

En 1991 est publiée la dernière édition latine de référence (editio typica) pour le sacrement du mariage selon le rite réformé à la suite de Vatican II,.

## Rituels

### Dispositifs communs à toutes les confessions

#### Théologie
Pour les chrétiens, le mariage n’est pas seulement l’amour entre un homme et une femme ; il est aussi le signe de l’amour de Dieu pour les hommes, un signe de Son Alliance. C’est à travers leur amour mutuel, dans toutes ses dimensions (partage des bons et des mauvais moments, amour physique, fécondité, respect de la liberté de l’autre  que les époux découvrent ce qu’est l’amour de Dieu pour l’humanité : le don de soi sans réserve. Les réflexions théologiques sur le Cantique des cantiques, livre de la Bible qui est un poème d'amour entre un homme et une femme, interprété comme l'amour entre Yahvé et Israël, sont sans doute à l'origine de cette perception de l'amour du couple comme image de l'amour de Dieu.
À cette dimension du mariage comme image de l'alliance entre Dieu et Son peuple, la théologie paulinienne (Épître aux Éphésiens, Épître aux Corinthiens), qui sert de référence à la définition actuelle du mariage chrétien, ajoute un autre niveau. Les textes de Paul sont fréquemment utilisés dans le mariage chrétien.
Pour préparer leur mariage, au cours de quelques réunions avec le pasteur, le prêtre ou une équipe paroissiale, les fiancés choisissent souvent (avec différents degrés de latitude selon les confessions) les cantiques, les chants et le texte de leur engagement mutuel.

#### Obligations entre époux
La Bible rappelle les rôles de chaque époux .
Les époux se doivent :
- amour et assistance ;
- d'élever les enfants ;
- la liberté : chacun des fiancés doit être pleinement libre au moment de son engagement ;
- la fidélité : ils se promettent fidélité et cette promesse est source de confiance réciproque.

### Particularités dans les dénominations

#### Célébration

##### Catholicisme

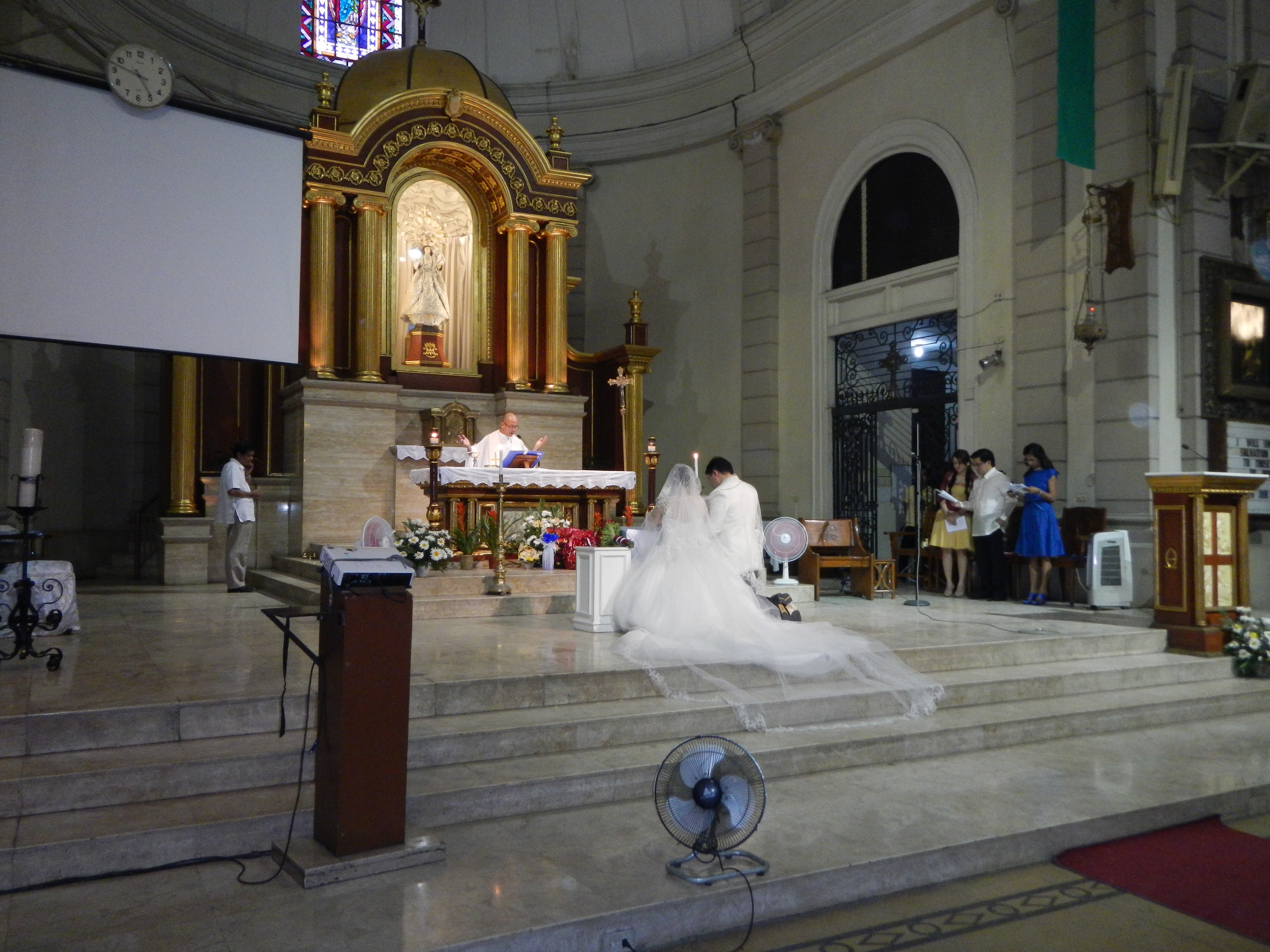
Mariage catholique à l’église de Malate à Manille, aux Philippines.

Le mariage est un sacrement que se donnent les époux, mais il a toujours lieu dans une église ou, à défaut, une chapelle familiale. Il est réalisé sous l'autorité de l'évêque du lieu dont dépend le prêtre officiant.
Ces piliers doivent être exprimés dans le projet de vie, qui forme une des pièces majeures du dossier à constituer dans le cadre du mariage catholique.
Les prêtres et évêques doivent être célibataires, excepté le cas particulier des églises unies à Rome de rite oriental ou anglican, qui permettent l'ordination à la prêtrise (mais pas à l'épiscopat) d'hommes mariés. Le mariage d'une personne ayant reçu le sacrement de l'ordre (même un diacre) n'est pas permis.
Les familles dont l'un des membres est prêtre doivent demander l'autorisation de « l'ordinaire du lieu ». Les religieux de quelques ordres (dominicains, jésuites), ne dépendant que de leur supérieur provincial, sont dispensés de l'autorisation de l'évêque et peuvent procéder sans formalité préalable.
Le Canon 1086 du code de Droit Canonique frappe d'invalidité "le mariage entre deux personnes dont l'une a été baptisée dans l'Église catholique ou reçue dans cette Église et ne l'a pas quittée par un acte formel, et l'autre n'a pas été baptisée." Pour pallier l'invalidité du sacrement du mariage qui découlerait de l'union d'un(e) Catholique avec un conjoint d'une autre confession, le prêtre choisi pour le mariage organisera au préalable une préparation accélérée au sacrement du baptême, voire de la confirmation, avant la préparation au mariage, comme en disposent les Canons 111, 842, 1061 et 1065 du code de Droit Canonique.
En 2015, une réforme du pape François, concrétisée par deux motu proprio, facilite la demande de nullité des mariages entachés de nullité.

##### Orthodoxe

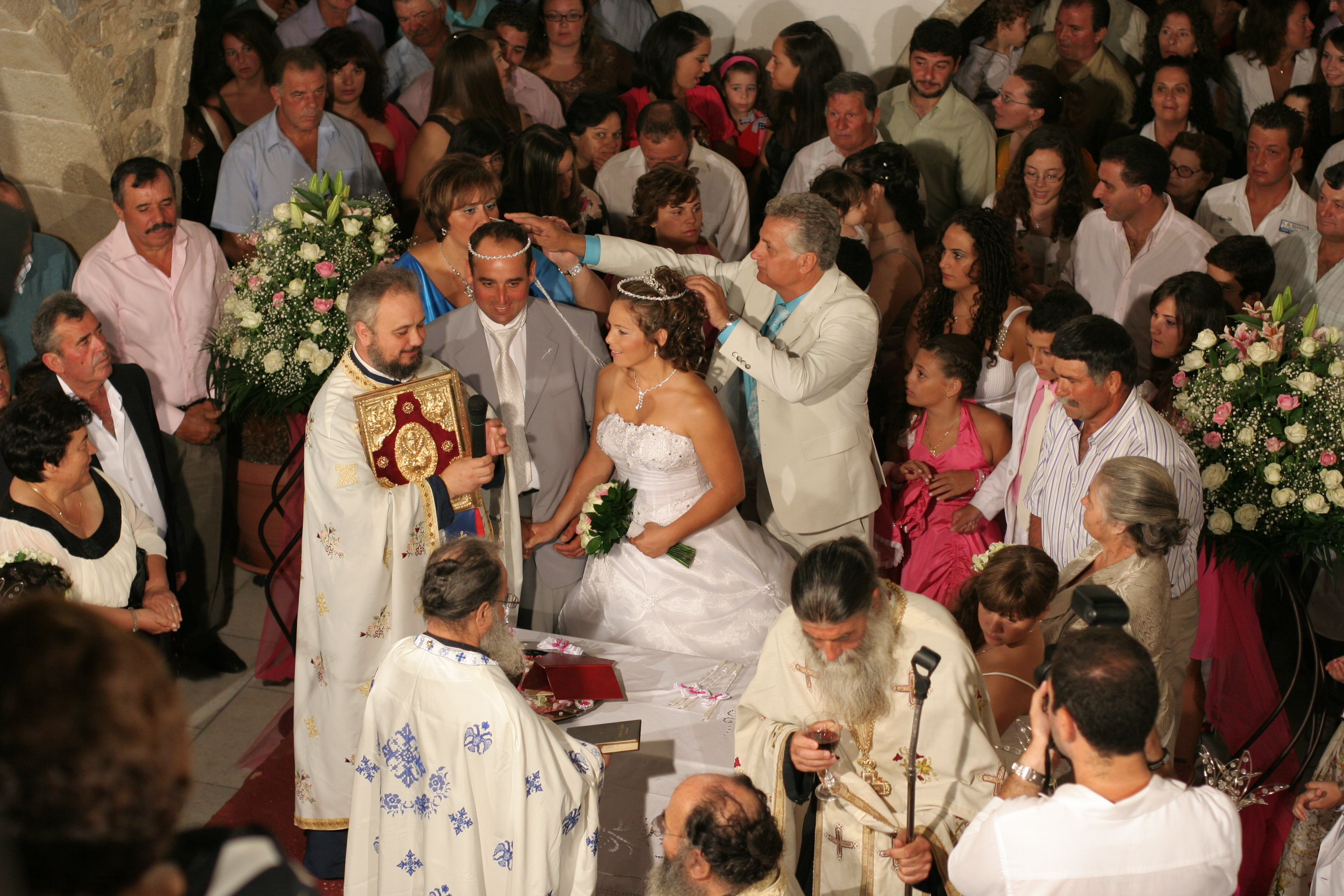
Mariage orthodoxe à Naxos, en Grèce.

Il nécessite de contacter le prêtre et de participer à quelques réunions. Un acte de baptême sera requis.
Les fiançailles se célèbrent en même temps que le mariage, et annoncent le début de la cérémonie. La cérémonie orthodoxe est fastueuse, l'église scintille sous l'effet des bougies et des reflets argentés, dorés et de couleurs. Le mariage orthodoxe est célébré au cours d'un office avec lecture du Nouveau Testament par le prêtre ; les mariés partagent la coupe puis marchent autour de l'autel avec les témoins : chacun des fiancés tiendra un cierge allumé. Ils prononceront leur engagement, puis feront trois fois le tour du lutrin, là où sont disposés les Évangiles.
L'église orthodoxe admet l'ordination comme prêtres d'hommes mariés, mais pas le mariage des prêtres, et impose que les évêques ne soient pas mariés.

##### Protestantisme

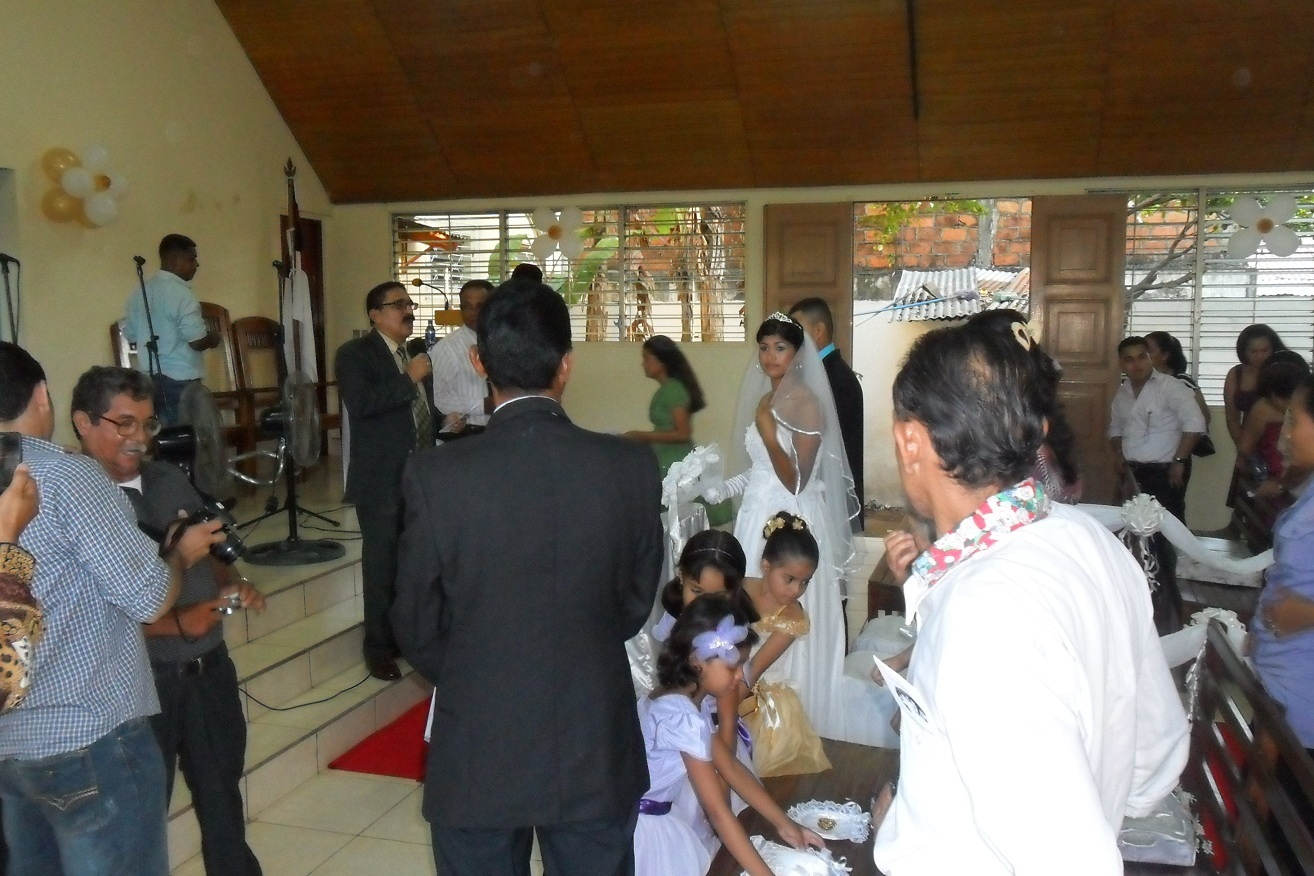
Cérémonie de mariage à la Première église baptiste de Rivas, Convention baptiste du Nicaragua, 2011.

Dans le protestantisme et le christianisme évangélique, le mariage est avant tout un acte civil résultant d'un choix personnel des deux époux. La cérémonie religieuse au temple signifie la dimension spirituelle de l'amour conjugal, le couple plaçant son union devant Dieu et sous l'autorité de Sa parole.

## Divorce
Le mariage est indissoluble pour l'Église catholique.

### Particularité catholique romaine
Le  concile Vatican II dans la Constitution pastorale Gaudium et Spes, 4e session (14 septembre 1965 – 7 décembre 1965), indique que c'est parce qu'il est une communauté profonde de vie et d'amour entre deux personnes que le mariage doit être vécu dans la fidélité et qu'il est indissoluble.
Le document explicite ensuite, face à de multiples contrefaçons et fausses conceptions, ce qu'est le vrai amour, celui qui tend au bien de chacune des personnes, et que Dieu peut amener, par sa grâce, à un haut degré de réalisation. Le titre des paragraphes du Chapitre 1 : Dignité du mariage et de la famille, donne une assez bonne idée des développements qu'ils contiennent :
- Sainteté du mariage et de la famille
- Fécondité du mariage : ils acceptent d’être ouverts à la vie et d’accueillir avec amour les enfants qu’ils mettront au monde
- L'amour conjugal
- L’indissolubilité : ils s’engagent pour toute leur vie, car le mariage crée un lien sacré entre les époux.

### Point de vue protestant et évangélique
Le divorce peut être autorisé dans certaines confessions protestantes pour certaines raisons comme l'adultère.

### Remariage
Les églises orthodoxes  et les églises protestantes autorisent le divorce et remarient les divorcés avec plus ou moins de formalités.

#### Particularité catholique
Les divorcés remariés sont invités à prendre toute leur place dans la vie de l'Église, et à participer à la Sainte Messe.
Cependant, il y a une contradiction entre :
- d'une part la communion eucharistique, alliance offerte par Dieu en Jésus-Christ ;
- et, d'autre part, le remariage civil, qui est en contradiction objective avec cette alliance : le mariage sacramentel, image, par l'union d'un homme et d'une femme, de l'alliance de Dieu qui s'engage aux côtés de l'humanité, est indissoluble, comme est indissoluble l'amour de Dieu pour l'humanité.

Aussi, l'Église demande aux personnes sacramentellement mariées qui ne peuvent vivre autrement qu'en contradiction avec leur mariage (c'est-à-dire les personnes qui se remarient civilement) de ne pas communier au Corps et au Sang du Christ.
Ces personnes sont cependant invitées, comme les autres participants à la messe qui ne souhaiteraient ou ne pourraient pas communier pour telle ou telle raison, à s'unir de cœur et à réaliser une communion « spirituelle » par l'union d'intention et de prière avec l'acte sacrificiel de la messe.

#### Particularité orthodoxe
Les églises orthodoxes n'acceptent qu'un divorce et un remariage. Cette disposition n'existe pas pour les ministres du culte.

#### Particularité anglicane
Depuis 1981, l'Église d'Angleterre célèbre le mariage religieux de personnes divorcées, selon des conditions qui se sont progressivement assouplies. Ces remariages sont officiellement autorisés depuis le synode général de 2002.

#### Particularité luthérienne
Jusque dans les années 1970, une commission évaluait le cas des candidats au remariage. En général, le conjoint victime du divorce trouvait grâce tandis que le conjoint responsable du divorce ne pouvait recevoir une nouvelle bénédiction religieuse.

## Fécondité du mariage et contrôle des naissances
Le catholicisme s'oppose à l'usage de toute contraception artificielle, mais permet à ses fidèles de contrôler les naissances par les méthodes de planification familiale naturelle, qui respectent l'équilibre des cycles de la femme,. La stérilité de l'un des époux peut être un cas admis de reconnaissance de nullité du mariage devant le tribunal de la Rote romaine, mais seulement si elle est connue du conjoint stérile avant le mariage et qu'elle a été cachée à l'autre conjoint.
Dans le protestantisme et le christianisme évangélique, la majorité des confessions autorisent le planning familial (la contraception) depuis 1930 aux États-Unis. Des organisations internationales de santé soutiennent des programmes de planning familial . Certaines églises principalement fondamentalistes adhérant aux croyances du mouvement quiverfull interdisent la contraception.

## Position des Églises sur le mariage entre personnes de même sexe
Les positions des Églises chrétiennes sont conservatrice, libérale, ou modérée . Les églises catholiques et orthodoxes sont opposées. Certaines dénominations anglicanes, protestantes et des dénominations évangéliques célèbrent les mariages entre personnes de même sexe,.

### Catholicisme
Le mariage religieux entre personnes du même sexe n'est pas envisageable dans la religion catholique. Cette impossibilité se fonde sur la complémentarité de l'homme et de la femme, et sur une conception du mariage tournée vers la protection de la femme et des enfants, et plus généralement sur le livre de la Genèse. Le pape François a cependant confirmé son soutien aux unions civiles pour les couples de même sexe.

### Orthodoxies
Aucune Église orthodoxe (2 Conciles, 3 Conciles ou 7 Conciles) ne reconnaît de mariage entre personnes de même sexe, mais certaines acceptent que les homosexuels en couple communient.

### Protestantisme
Pour les protestants, le mariage n'est pas un sacrement et est un acte avant tout civil. Il n'a pas spécialement vocation à la procréation, contrairement au catholicisme, mais plutôt à l’épanouissement personnel de chaque époux. Le mariage se fonde sur la différence et la complémentarité des deux époux (la différence entre homme et femme n'étant qu'une différence possible parmi d'autres).
L'attitude en matière de bénédiction dépend largement des Églises. Certains pasteurs militent depuis longtemps pour l'ouverture totale de l'Église aux personnes homosexuelles. Les mariages de couples de même sexe sont admis notamment par l'église unie du Canada (2003),, l'église protestante aux Pays-Bas (2004), l'église d'Islande (2008), l'église de Suède (2009), l'église du Danemark (2012), l'église presbytérienne (USA) (2014), l'église épiscopalienne des États-Unis (2015), l'église de Norvège (2016), l'église épiscopalienne écossaise (2017), l'église méthodiste de Grande-Bretagne (2021).
À la suite de l'adoption en France en 2013 de la loi autorisant le mariage civil entre personnes de même sexe, l'Église protestante unie de France a adopté la possibilité de célébrer des mariages homosexuels lors du synode national à Sète en 2015 (à 94 voix pour et 3 voix contre). Le choix est tout de même laissé aux 500 pasteurs de l'ÉPUdF de bénir ou non le mariage des couples homosexuels. Le 16 novembre 2019, l'Union des Églises protestantes d'Alsace et de Lorraine s'est à son tour prononcée pour la possibilité de bénir des mariages entre personnes de même sexe.

### Christianisme évangélique
La majorité des confessions chrétiennes évangéliques du monde croient uniquement au mariage entre un homme et une femme,. Certaines confessions évangéliques ont adopté des positions neutres, laissant le choix aux églises locales de décider pour le mariage des personnes de même sexe (congrégationalisme),. Il y a des confessions chrétiennes évangéliques internationales libérales gay-friendly qui permettent le mariage des personnes de même sexe, comme l'Association des Baptistes Accueillants et Affirmants et The Covenant Network (pentecôtiste) .

## Mariage des ministres du culte
Dans le catholicisme de rite Romain, les ministres doivent observer le célibat sacerdotal. Des hommes mariés peuvent cependant être ordonnés diacres permanents.
Dans le rite Grec, les hommes mariés peuvent être ordonnés, mais il ne pourront être sacrés évêque. (dans tous les cas l’Église Catholique favorise le célibat.)
Dans christianisme orthodoxe, seuls les moines doivent observer le célibat sacerdotal, les popes peuvent se marier.
Dans le protestantisme et dans le christianisme évangélique, les ministres peuvent se marier et avoir des enfants.

## Problématiques du mariage interconfessionnel
Jusqu'au XIXe siècle, toutes les confessions religieuses dissuadent d'épouser un chrétien d'une autre Église, forcément hérétique. Un édit de 1680 prohibe, en France, les mariages mixtes, et cette interdiction ne trouve pas de solution dans l'Édit de Tolérance de 1787.
L'exception notable est le mariage des princes, où l'État le plus puissant exige du conjoint étranger la conversion à la religion de la nation qu'il épouse avec le prince (la princesse) héritier(e).

### Le mariage des princes
Cette pratique de la conversion en vue de mariage perdure jusqu'au XXe siècle :
- Russie : la princesse Sophie Augusta Fredericka d'Anhalt-Zerbst, allemande et luthérienne, devient la Grande Catherine II de Russie, impératrice orthodoxe ;
- Grande-Bretagne : le prince Philippe de Grèce et de Danemark, qui était orthodoxe, devient anglican en épousant Élisabeth II du Royaume-Uni ;
- Danemark : le prince Henrik de Danemark, né Henri de Laborde de Monpezat, qui était catholique, devient luthérien en épousant Marguerite II de Danemark.

### Mariage catholico-protestant

#### Cérémonie
Le catholicisme distingue le mariage mixte qui concerne deux baptisés de deux confessions différentes du mariage dispar qui concerne un(e) catholique et un non-baptisé

##### Jusqu'au milieu duXIXesiècle
Il est peu fréquent avant l'édit de Tolérance de 1787. Il se rencontre dans les « territoires d'empire », à savoir en Alsace et en Lorraine. Les élections des délégués au synode de 1873 stipulent que, pour être électeur et éligible en Alsace, il faut être confirmé, à jour de cotisation et, si l'on est dans un mariage mixte, il faut élever ses enfants dans le protestantisme. Cette stipulation indique donc deux choses : les mariages inter-confessionnels existaient, et la problématique de l'éducation des enfants trouvaient un retentissement.
Le plus souvent, le mariage se fait par procuration. Le conjoint protestant s'arrête au porche de l'église catholique tandis que son mandataire catholique le remplace dans le chœur de l'église, et réciproquement dans l'église luthérienne. La situation en pays Réformé est plus "communautaire" du fait de la répression durant la Restauration et, donc, le mariage inter-confessionnel moins possible.
Des deux côtés, la conversion du conjoint est souhaitée et fréquemment obtenue au bout d'un  certain temps. Au Québec, André Siegfried faisait la remarque suivante au tout début du XXe siècle :
"L'Église veut maintenir ses frontières précises ; rien ne lui serait plus préjudiciable que de les atténuer. Elle aime mieux perdre tout à fait un fidèle, qui passe au camp opposé, qu'introduire un protestant dans une famille catholique. Ce serait la fissure redoutée, et justement redoutée ; il pourrait alors se constituer une société mi-protestante, mi-catholique, bientôt peut-être libre penseuse et qui, en tout cas, risquerait fort d'être perdue pour Rome."

##### Après la Seconde Guerre mondiale
Le temps n'était pas encore à l'œcuménisme du côté catholique quand le conjoint protestant acceptait de se marier à l'église catholique. Jusqu'aux années 1950, en France, la cérémonie se déroulait dans la sacristie et le conjoint hérétique devait s'engager à élever ses enfants dans le catholicisme.

##### Depuis les temps œcuméniques
En cas de mariage interreligieux entre catholique et protestant, la cérémonie a lieu, de nos jours, dans le lieu de culte choisi par les époux, lieu dans lequel l'autre ministre est invité. La caractéristique de la partie catholique consiste :
- à exiger que les enfants soient élevés dans la religion catholique,
- à considérer que le mariage  est un sacrement, et qu'il est indissoluble.

Une réflexion sur ces deux points conduit les futurs époux à choisir  soigneusement le lieu de culte selon leur conception du mariage. En effet, les protestants ne considèrent pas le mariage comme un sacrement, les obédiences les plus rigoureuses accordent un "droit à l'erreur" aux divorcés et les remarient avec plus ou moins de formalités et ne manifestent aucun exclusivisme sur l'éducation des enfants. Certains voient là l'une des causes essentielles de la diminution des fidèles dans les protestantismes historiques.
Le mariage a donc lieu dans le lieu de culte choisi par les conjoints, qui adoptent de plus en plus une attitude consumériste. L'idéal, dans un tel mariage, consiste à avoir un oncle ou un cousin membre d'un ordre religieux catholique qui célébrera "à la maison", sans demander les engagements les plus humiliants, puis transmettra à l'ordinaire du lieu. Dans le cas où la célébration a lieu dans une église catholique, d'un point de vue théologique, la législation canonique catholique s'applique ; le ministre de l'autre église participe par la lecture de l'Écriture, le commentaire, une prière. L'église catholique précise : "Ce qui est recherché est la présence et la participation de l'autre Église, et non la recherche de parité entre les ministres, en ayant une addition des traditions, des Églises, des ministres" Si la célébration a lieu dans un temple, le ministre catholique peut être présent et assister le président de la cérémonie comme ci-dessus. L'église catholique ne reconnaît pas le mariage protestant ; c'est donc le certificat de mariage civil qui sera adressé à l'évêque du lieu, en sorte que ce mariage soit mentionné sur l'acte de baptême.

#### Démarches administratives
- Comme pour tout mariage avec un non-catholique, le mariage entre catholique et protestant nécessite, à la demande du côté catholique, l'établissement d'une "dispense", document dont le  contenu est différent selon que le conjoint est réputé chrétien ou pas. Cette dispense concerne la partie catholique, que son évêque autorisera à épouser un non-catholique, voire un non-chrétien.
- Un formulaire attestant un baptême  trinitaire est de plus en plus exigé, faute de quoi (e.g. le conjoint est unitarien), le diocèse le considère comme "non-chrétien" .
- La plupart du temps, on exige du conjoint protestant un formulaire abandonnant toute ambition à transmettre toute autre religion que le catholicisme. Le formulaire catholique sur l'éducation des enfants dans le catholicisme est réclamé avec plus ou moins d'insistance selon les diocèses et la qualité de l'époque en matière d'œcuménisme. Omis au lendemain de Vatican II, il connaît, en France, un retour en force depuis une dizaine d'années.

### Mariage orthodoxo-catholiques
Une problématique profonde s'est levée en Grèce avec la multiplication de ce type de mariages. D'une part, les églises des 7 conciles ne reconnaissent pas le mariage catholique. Une réflexion pastorale est en cours sur ce sujet dans l'église orthodoxe russe en France, car le sacrement catholique est échangé directement entre les époux, alors que le sacrement orthodoxe est dispensé par le prêtre ou l'évêque ; d'autre part, l'église grecque autorise le divorce et le remariage au contraire de l'église catholique, et toutes deux exigent que les enfants soient élevés dans leur confession à l'exclusion de toute autre.

## Coutumes et folklores relatifs au mariage

### Schéma classique
Généralement, les mariés invitent à leur mariage leur famille et leurs proches, la journée étant l'occasion d'une fête. Les invités participent à l'installation des mariés en offrant des cadeaux, par exemple selon une liste de mariage. À la suite du mariage, un voyage de noces (auquel seuls les mariés participent) est parfois organisé.
Les anniversaires de mariage sont aussi fêtés.
À l'époque où les hommes choisissaient leur femme en mettant un drap sur leur tête, l'homme voulait être prêt à affronter la famille, et il gardait la main droite libre pour saisir son épée et garder sa femme près de lui.
L'alliance est portée dans la plupart des pays européens à l'annulaire gauche, sauf en Allemagne ou en Espagne où elle est traditionnellement portée à l'annulaire droit. De même, une coutume propre au protestantisme met l'alliance à la main droite.
Les dragées symbolisent le cadeau des mariés à leurs invités.
La jarretière de la mariée est mise aux enchères le temps d'une musique.
Le marié porte sa femme pour entrer dans le domicile conjugal.

### Coutumes abandonnées
En France (pratiquement dans toutes les régions), entre 1850 et 1914 environ, fut pratiquée la coutume du globe de mariée ou globe de mariage. Le bouquet porté par la mariée le jour de son mariage était déposé sur un coussinet de velours orné (entouré) de différents motifs décoratifs…, l'ensemble étant protégé sous un globe de verre, qui trônerait en bonne place dans la maison pendant toute la vie du couple.